# Sơn Hải, Quỳnh Lưu
Văn Hải là một xã thuộc huyện Quỳnh Lưu, tỉnh Nghệ An, Việt Nam.

## Địa lý - Hành chính
Xã Văn Hải nằm về phía Đông, trải dài theo bãi dọc của huyện Quỳnh Lưu, có chiều dài bờ biển là 5 km, phía bắc giáp xã An Hòa, phía đông giáp xã Thuận Long, phía tây giáp xã Bình Sơn và Quỳnh Diễn, phía Nam giáp huyện Diễn Châu và Biển Đông . Từ trung tâm thị trấn Cầu Giát theo trục đường quốc lộ 48B, ngã tư Cầu Giát rẽ về phía đông khoảng 7 km là đến trung tâm xã.
Xã có diện tích 7,09 km², dân số năm 2021 xấp xỉ là 21.185 người, mật độ dân số đạt 2988 người/km².
Trên địa bàn xã có dòng sông Thai( theo tiếng địa phương thì con sông đó còn được gọi là sông Thơi) thông ra cửa Lạch Thơi và kênh nhà Lê chảy giữa làng ôm lấy các khu dân cư sinh sống.

## Lịch sử
Địa bàn xã Văn Hải trước đây bao gồm hai làng: Làng Thơi, Làng Ngò và làng Thọ Vực. Đến thời Pháp thuộc gọi làng
Thơi là làng Văn Thai, làng Ngò là làng Thanh Sơn.
Sau Cách mạng Tháng Tám thành công, đến tháng 2/1946 làng Văn Thai và làng Thanh Sơn nhập thành xã Văn Thanh. Năm 1947, xã Văn Thanh nhập với làng Thọ Vực (Quỳnh Thọ) thành xã Văn Hải. Năm 1953 lại tách Thọ Vực thành xã Quỳnh Thọ, xã Văn Thanh vẫn giữ nguyên.
Năm 1954 xã Văn Thanh tách làm hai xã: Quỳnh Hải (làng Thơi) và Quỳnh Sơn (làng Ngò). Năm 1969 hai xã trên nhập lại với tên là xã Sơn Hải.
Ngày 1/12/2024, theo Nghị quyết số 1243/NQ-UBTVQH15 của Ủy ban Thường vụ Quốc hội về việc sắp xếp đơn vị hành chính cấp huyện, cấp xã của tỉnh Nghệ An giai đoạn 2023 - 2025. Theo đó thành lập xã Văn Hải trên cơ sở nhập toàn bộ diện tích tự nhiên là 2,33 km2, quy mô dân số là 14.909 người của xã Sơn Hải và toàn bộ diện tích tự nhiên là 4,76 km2, quy mô dân số là 6.276 người của xã Quỳnh Thọ. Sau khi thành lập, xã Văn Hải có diện tích tự nhiên là 7,09 km2 và quy mô dân số là 21.185 người.
Xã Văn Hải giáp các xã An Hòa, Bình Sơn, Quỳnh Diễn, Thuận Long; huyện Diễn Châu và Biển Đông;
Từ xa xưa trên địa bàn xã này có tuyến kênh Nhà Lê nối từ  kinh đô Hoa Lư đến Đèo Ngang đi qua, là tuyến đường thủy đầu tiên trong lịch sử Việt Nam và được coi là tuyến đường Hồ Chí Minh trên sông vì những đóng góp cho các cuộc chiến tranh của người Việt (hiện là một đoạn của sông Hàu theo tên gọi địa phương).

## Kinh tế
Người dân sống chủ yếu bằng nghề biển, làm muối và buôn bán. Làng Thơi nằm ven sông Thai và ven bờ biển Đông, nên từ xa xưa đã hình thành nên làng chài làm nghề đánh cá. Họ đã biết đóng thuyền, dong buồm bám biển (còn gọi là nghề "giã"). Họ đi biển theo hai mùa, "giã khơi" vào mùa hè đánh cá xa 3-5 hôm mới về, "giã lộng" vào mùa đông sớm đi tối về. Cùng với nghề "giã", nghề làm nước mắm, nghề làm muối cũng rất phát triển. Làng Thanh Sơn có nhiều người làm nghề tiểu thủ công - thương mại, dịch vụ từ nhiều nơi đến lập nghiệp (nghề bốc thuốc bắc, nghề mộc, nghề rèn, nghề may, nghề chụp ảnh, nghề buôn bán...). Ngoài ra nghề nông nghiệp: trồng lúa, hoa màu, thuốc lào cũng rất phát triển.

## Di tích - Danh thắng
1. Nhà tưởng niệm bí thư Nguyễn Đức Mậu (bí thư huyện uỷ đầu tiên của huyện Quỳnh Lưu).
2. Bia tưởng niệm trận chống càn năm 1949 (trong kháng chiến chống Pháp).
3. Di tích đền Thơi.
4. Di tích chùa Yên Thái- nay thuộc Thôn 13, Sơn Hải
5. Di tích nhà Thánh (làng Ngò).
6. Di tích đình Trung (làng Thơi) - nay thuộc Thôn 6, Sơn Hải.

## Danh nhân nổi bật
- Nguyễn Minh Châu (1930-1989), nhà văn, giải thưởng Hồ Chí Minh (2000).
- Thái Bá Lợi (sinh 1945), nhà văn, giải thưởng văn học Đông Nam Á 2013[4]
- Ánh Dương (sinh 1935), giải thưởng Nhà nước về văn hóa nghệ thuật năm 2007.
- Ngô Minh Loan, Bộ trưởng Bộ lương thực thực phẩm, Đại sứ đặc mệnh toàn quyền Việt Nam tại Trung Quốc.